# Open data platform
A Plataforma de Dados Abertos (do inglês  Open Data Platform ) ou ODP é uma iniciativa compartilhada, formada por líderes da industria na área de Big data. Que tem como foco simplificar a adoção Apache Hadoop para empresas, e habilitar soluções baseadas em Big data e também prover um conjunto de ferramentas e métodos para membros do grupo, criar e testar seus serviços baseados no Núcleo ODP.  Open Data Platform é uma Organização sem fins lucrativos criada por pessoas  que ajudam a criar Apache, Eclipse, Linux, OpenStack, OpenDaylight, Open networking Foundation, OSGI, WSI ( Web Services Interoperability), UDDI, OASIS, Cloud foundry Foundation e muitas outras tecnologias.
A organização se baseia na governaça da comunidade do  Apache Software Foundation para inovar e desenvolver projetos Apache que estão incluídos no núcleo do ODP utilizando Filosofia de "um membro um voto" onde todo membro decide o que está no roteiro.
Muitos especialistas da área de Big data duvidam da utilidade e da durabilidade da plataforma.

## Intuito da iniciativa
A iniciativa que reúne grandes empresas que utilizam plataformas Hadoop, e teve início oficial em 17 de fevereiro de 2015, tem o foco em promover o avanço de tecnologias como Big data e Apache Hadoop, provendo um núcleo bem definido para testes e certificar um padrão, ‘’'"Núcleo ODP”' (do  Inglês ’ODP CORE’’’)'. A iniciativa é parte de uma longa história de suporte a inovação com códigos abertos e padões abertos.
A iniciativa ODP é uma industria que foca na simplificação e adoção de tecnologias Hadoop para soluções de Big data fornecendo ferramentas e métodos para testar suas soluções baseadas no Núcleo ODP.
Shaun Connolly, disse "Nós temos que colocar nossas diferenças de lado e focar nas coisas que podemos fazer juntos. É sobre isso que a iniciativa trata, simplesmente trabalhar juntos e construir confiança e nos estamos acostumados com isso. Isso é tudo que código aberto trata".  Connolly também diz que a iniciativa foi desenvolvida  para diminuir a complexidade e confusão no campo do Hadoop, o que pode ser uma barreira para a utilização da tecnologia. O objetivo é aumentar a compatibilidade de aplicativos e ferramentas que rodam qualquer sistema compatível. O melhor caminho para acelerar a inovação e a adoção de plataformas tecnológicas como Hadoop é através de modelos de código aberto.
The best way to accelerate innovation and adoption of platform technologies like Hadoop is through an open source model

## Disputas no campo da Big Data
Apesar da iniciativa ser considerada um marco para a Big data.Algumas empresas grandes e importantes da comunidade Hadoop recusaram se tornarem membros da plataforma.
A disputa do mercado na área do Big data, que em 2017 pode vir a chegar $27 bilhões, enquanto soluções tecnológicas com Hadoop vão chegar a no máximo $1.7 bilhões.
Existem dúvidas de que a aliança Hadoop irá falhar, pois especialistas apontam como uma tentativa de superar concorrentes, se unir para ganhar de um concorrente que tem uma fatia maior do mercado, o que lembra a tentativa do United Linux que tentou reunir Caldera, Turbo Linux, etc. contra a distribuição dominante no mercado Red Hat.

### Redundância
Ted Dunning, chefe de arquitetura de aplicações de uma das empresas líderes no desenvolvimento de soluções utilizando tecnologias Apache Hadoop e Big data, não vê sentido na adoção da plataforma, levantando a questão sobre a redundância da governança do Apache Software Foundation sobre o Hadoop, em que as aplicações são interoperáveis, e o resultado dessa governança está tornando Hadoop ubíqua em poucos anos. 

### Solução para o que não precisa de solução
Uma das dúvidas em torno da Open Data Platform é “Quem pediu por uma Plataforma Aberta de dados?” (do Inglês  ‘'Who asked for an Open Data Platform?’’). Onde existe a discussão que a plataforma irá beneficiar os seus membros e fornecedores de tecnologias Hadoop, mas que o Apache Software Foundation já faz, pois é baseado em meritocracia.

### Falta de Empresas Líderes do Segmento
Duas das maiores empresas responsáveis por implementações com tecnologia Hadoop, por volta de 75%, decidiram não participar da iniciativa, o que traz um pouco mais de dúvidas sobre a Open Data Platform. O motivo pela escolha de não envolvimento de ambas, é que a estrutura ainda não está clara. Alegam que a plataforma não é aberta a menos que os líderes de distribuições Hadoop tenham os mesmos direitos de voto. A Open Data Platform ainda não divulgou como a governança é feita, o que se sabe é que é diferente do método meritocrático utilizado pelo Apache Software Foundation.
O que pode evidenciar que a aliança é uma tentativa de empresas menores do ramo, tentarem vencer seus concorrentes que tem uma fatia muito maior do mercado, usando a união para atingir tais objetivos.

## Empresas Participantes
| Nível    | Empresas                                                                                              |
| -------- | --- |
| PLATINUM | - GE Imagination at work - Hortonworks - IBM - Infosys - Pivotal - SAS - Telstra                      |
| GOLD     | - Altiscale - Capgemini - CenturyLink - EMC2 - PLDT - Splunk - Teradata - Verizon - VMWare - Wandisco |
| SILVER   | - BMC - DataTorrent - Syncsort - Squid - Unifi - Zdata - ZettaSet                                     |